# Cementerio de San Martín
El cementerio de San Martín, San Ildefonso y San Marcos fue un camposanto de la ciudad española de Madrid.

## Descripción

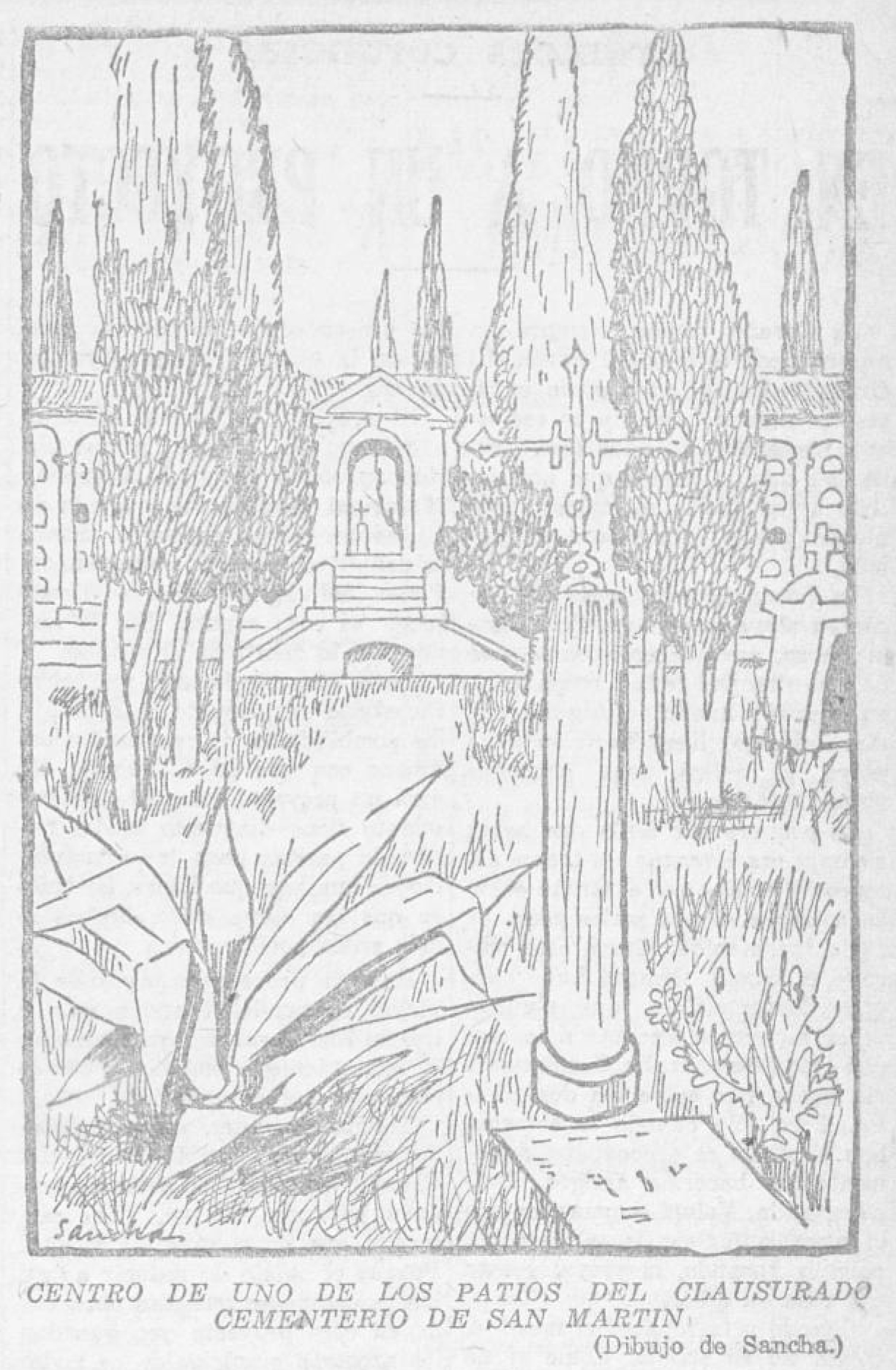
Centro de uno de sus patios en una ilustración de Sancha publicada en el diario La Voz (1927)

Reunió las sacramentales de San Martín, San Ildefonso y San Marcos, y estuvo situado en las afueras de la puerta de Bilbao, en el camino llamado de Amaniel, pasadas las tapias del antiguo polvorín. El cementerio, al que Pedro de Répide consideraba uno de los más bellos de Madrid, fue construido a partir de un proyecto de Wenceslao Gaviña.  A mediados del siglo XIX, estaba ubicado en el entonces extremo norte de la ciudad, en la zona que luego ocupó el estadio de Vallehermoso, en la manzana comprendida entre las calles de Jesús Maestro y Juan Vigón y la avenida de Filipinas.
Constaba de nueve patios comprendidos en un cuadrado, con una capilla frente a la entrada. La entrada principal consistía en un peristilo con dieciséis columnas estriadas que sostenían el techo de un espacioso atrio cerrado con verjas de hierro, concluyendo ambos costados con las fachadas uniformes de aposentos destinados a despachos o habitaciones. El friso que sostenían las columnas incluía entre sus motivos murciélagos y calaveras.
Ya aparece citado en el décimo tomo del Diccionario geográfico-estadístico-histórico de España y sus posesiones de ultramar de Pascual Madoz, publicado en 1847, antes de finalizarse su construcción. Pedro Felipe Monlau lo describe así en su Madrid en la mano ó El amigo del forastero, publicado en 1850:

Cementerio de las sacramentales reunidas de S. Martin, S. Ildefonso y S. Marcos: en las afueras de la puerta de Bilbao, en el camino llamado de Amaniel, pasada las tapias del antiguo polvorín. Ha de constar de 9 patios comprendidos en un cuadrado, ocupando una grandiosa capilla el frente de la entrada. Su arquitectura reúne á la belleza toda la gravedad que renuiere el objeto á que está dedicada aquella mansión. La entrada principal es un hermoso peristilo con diez y seis columnas estriadas que sostienen el techo de un espacioso atrio cerrado con elegantes verjas de hierro, concluyendo ambos costados con las fachadas uniformes de los aposentos que se destinan para despachos ó habitaciones, y el todo presenta un aspecto grandioso y respetable. Las dos galerías donde están los sepulcros son de un órden elegante y sencillo, y sin embargo de no estar hecho aun mas que el primer patio ó jardín, creemos puede asegurarse que este edificio fúnebre será, después de concluido, uno de los mejores de su clase que hasta ahora se han visto en Madrid y en otras poblaciones.

Vicente Blasco Ibáñez lo menciona en La horda (1905). En la década de 1920 el arquitecto Jesús Carrasco proyectó la reconversión del espacio en unos jardines. Pedro de Répide lista entre los enterrados en este cementerio al general Tacón, el conde de Quinto, el duque de Sevillano, el marqués de Viluma, Francisco Cea, Antonio María Segovia, Eduardo Rosales (que fue trasladado al de San Justo), Antonio Flores y Ángel Fernández de los Ríos. También fue enterrado en este cementerio el pintor Fernando Brambila, que residía en esa zona.